# Himopolynema longiclavatum
Himopolynema longiclavatum är en stekelart som beskrevs av Hayat och Anis 1999. Himopolynema longiclavatum ingår i släktet Himopolynema och familjen dvärgsteklar. Inga underarter finns listade i Catalogue of Life.